# Usambara-Uhu
Der Usamabara-Uhu (Bubo vosseleri) ist eine Art aus der Familie der eigentlichen Eulen. Er kommt ausschließlich in einem kleinen Gebiet in Ostafrika vor. In älterer Literatur wird er gelegentlich als Unterart des Guineauhus geführt. Die beiden Arten haben jedoch kein zusammenhängendes Verbreitungsgebiet und unterscheiden sich durch ihre Körpergröße, ihr Rufrepertoire und ihre Gefiederfärbung.

## Merkmale
Der Usambara-Uhu ist deutlich größer als der Guineahu und erreicht eine Körperlänge von 45 bis 48 Zentimetern. Er ist auf der Körperoberseite dunkler und hat einen rötlichen Gesichtsschleier, der von schwarzen Federn umgeben ist. Die Vorderbrust weist ein dichtes braunschwarzes Fleckenmuster auf. Die übrige Körperunterseite ist unregelmäßig quergestreift und weist außerdem sehr schmale, dunkle Längsstreifen auf. Die Federohren sind braun und kurz. Die Augen sind dunkel orange-braun. Ähnlichkeit besteht auch mit dem Fleckenuhu, dieser hat jedoch auffälligere Federohren und gelbe Augen. Der Grauuhu dagegen ist grauer und auf der Körperunterseite dichter gestreift.

## Verbreitung und Lebensraum
Das Verbreitungsgebiet des Usambara-Uhus ist sehr klein: Es ist auf die Usambara- und die Uluguru-Gebirgskette im Nordosten Tansanias begrenzt. Möglicherweise kommt er auch in den Nguru-Bergen in dieser Region vor. Er besiedelt immergrüne Bergwälder, Waldränder und Plantagen in Höhenlagen zwischen 900 und 1.500 Metern. Er ist grundsätzlich ein Standvogel. Nicht brütende Usambara-Uhus ziehen bei kaltem Wetter gelegentlich in niedrigere Tallagen. Sie kommen dann auch in Höhen von 200 Metern vor.

## Lebensweise
Die Lebensgewohnheiten des Usambara-Uhus sind bislang nicht hinreichend untersucht. Es gilt jedoch als sehr wahrscheinlich, dass seine Lebensweise weitgehend der des Guineauhus gleicht. Das Nahrungsspektrum umfasst mutmaßlich kleine Säugetiere und Vögel sowie Reptilien und Spinnen. Auch die Fortpflanzungsbiologie ist bislang nicht abschließend erforscht. Gelege wurden in den Monaten Oktober, Dezember, Januar und Februar gefunden. Ein noch nicht flugfähiger Jungvogel wurde im April beobachtet.

## Belege

### Einzelbelege
1. ↑   König et al., S. 333
2. ↑   König et al., S. 334